# La Coma i la Pedra
La Coma i la Pedra – gmina w Hiszpanii, w prowincji Lleida, w Katalonii, o powierzchni 60,63 km². W 2011 roku gmina liczyła 274 mieszkańców.